# Affonso de Azevedo Évora
Affonso de Azevedo Évora   (Rio de Janeiro, 26 d'agost de 1918 - Petrópolis, 2 d'agost de 2008) fou un jugador de bàsquet brasiler que va competir durant la dècada de 1940.
El 1948 va prendre part en els Jocs Olímpics de Londres, on guanyà la medalla de bronze en la competició de bàsquet. En el seu palmarès també destaca una medalla de plata al Campionat sud-americà de bàsquet de 1947.